# Allocosa noctuabunda
Allocosa noctuabunda är en spindelart som först beskrevs av Montgomery 1904.  Allocosa noctuabunda ingår i släktet Allocosa och familjen vargspindlar. Inga underarter finns listade i Catalogue of Life.